# オレたちゴチャ・まぜっ!〜集まれヤンヤン 立志篇〜
『オレたちゴチャ・まぜっ!〜集まれヤンヤン 立志篇〜』（オレたちゴチャまぜっあつまれヤンヤンりっしへん）は、MBSラジオで放送されているラジオ番組。
本項では前身にあたる『オレたちゴチャ・まぜっ!〜集まれヤンヤンボーイズ 立志篇〜』についても記載する。
その他の「オレたちゴチャ・まぜっ!」を冠する番組については、オレたちゴチャ・まぜっ!を参照のこと。

## 概要
2023年4月より『オレたちゴチャ・まぜっ!〜集まれヤンヤンボーイズ 立志篇〜』として番組スタート。日曜日（土曜日深夜）に放送されている『オレたちゴチャ・まぜっ!〜集まれヤンヤン〜』がアイドル、モデル、女優、声優など色々なジャンルの女性から成る番組内ユニット「ヤンヤンガールズ」が様々な課題に挑戦しつつ、男性芸人にいじられる流れがあるのに対し、当番組では主に男性タレントを「ヤンヤンボーイズ」としてユニット結成し、同様の課題チャレンジを行っていた。
2024年4月5日（4日深夜）より『オレたちゴチャ・まぜっ!〜集まれヤンヤン 立志篇〜』に改題。出演者が現役大学生を中心に20代前半のメンバーで構成され、ヤンガの妹バージョンとなる「ヤンヤンガールズジュニア」と呼ばれ、同様に様々な企画にチャレンジして、スキルアップを目指していく。

## 出演者

### 現在の出演者
- 敦士
- 袴田彩会